# 金尚容
金尚容（1561年—1637年1月22日），字景擇，號仙源、又号楓溪、溪翁，本貫安東金氏（新），朝鮮王朝政治人物、儒學學者。他在政治派別上屬於西人黨。

## 生平
1582年中進士。1593年，為兵曹佐郎，後遷司諫院正言、吏曹佐郎、戶曹參判等官。
光海君準備廢黜仁穆大妃時，金尚容極力反對，遭外放江原道原州。仁祖反正後被召回，累升官至右議政。丁卯胡亂中被朝鮮仁祖任命為留都大將，負責守衛京城漢陽。1630年致仕，入耆老所。
1636年丙子胡亂發生，仁祖派人將宗室和老臣遷到江華島避難，金尚容也在其中。翌年，多爾袞率清兵突襲並攻佔江華島，金尚容為避免受辱，自殺身亡。
1758年，朝鮮英祖追贈他特進輔國三重大匡議政府領議政之職，諡文忠。

## 家族
父金克孝。兄弟金尚憲、金尚宓。後來過繼給金大壽當養子。